# Autorité de régulation de la poste et des télécommunications du Congo
L’Autorité de régulation de la poste et des télécommunications du Congo (ARPTC) est une autorité administrative indépendante de la République démocratique du Congo.  
Elle a été créée par la loi n° 014/2002 du 16 octobre 2002, comme organe indépendant doté de la personnalité juridique et de l’autonomie administrative et financière.

## Missions
Les missions principales de l’ARPTC sont :  
- veiller au respect des lois et conventions dans le secteur postal et des télécommunications ;
- garantir une concurrence loyale entre les opérateurs et protéger les consommateurs ;
- assurer la sécurité juridique et réglementaire des investissements ;
- délivrer, suspendre ou retirer les licences et autorisations d’exploitation.[2]

## Organisation
L’ARPTC est dirigée par un collège de responsables nommés par ordonnance présidentielle. Elle dispose de l’autonomie financière et de gestion, et fonctionne séparément du Ministère des Postes et Télécommunications (RDC).

## Rôle dans le secteur
Elle régule les opérateurs postaux et télécoms, attribue les licences, contrôle la conformité technique des équipements (« type approval ») et veille à la qualité des services.